# Ujar Rayonu
Ujar Rayonu är ett distrikt i Azerbajdzjan. Det ligger i den centrala delen av landet, 180 km väster om huvudstaden Baku. Antalet invånare är 74 067. Arean är 867 kvadratkilometer.
Terrängen i Ujar Rayonu är platt åt sydväst, men åt nordost är den kuperad.
Följande samhällen finns i Ujar Rayonu:
- Ujar
- Bargyushat
- Yuxarı Şilyan
- Qazıqumlaq
- Qarabörk
- Təzə Şilyan
- Myusyuslyu
- Kyuchakend
- Melikbally
- Kulabend
- Rastadzha
- Şahlıq
- Ramal
- Tyurkachi

Trakten runt Ujar Rayonu består till största delen av jordbruksmark. Runt Ujar Rayonu är det ganska tätbefolkat, med 80 invånare per kvadratkilometer.